# Bridgeport (Kalifornia)
Bridgeport – miasto w Stanach Zjednoczonych o statusie census-designated place, położone we wschodniej części stanu Kalifornia. Według danych na rok 2010 miasto liczy 575 mieszkańców. Miasteczko jest siedzibą władz administracyjnych hrabstwa Mono. 

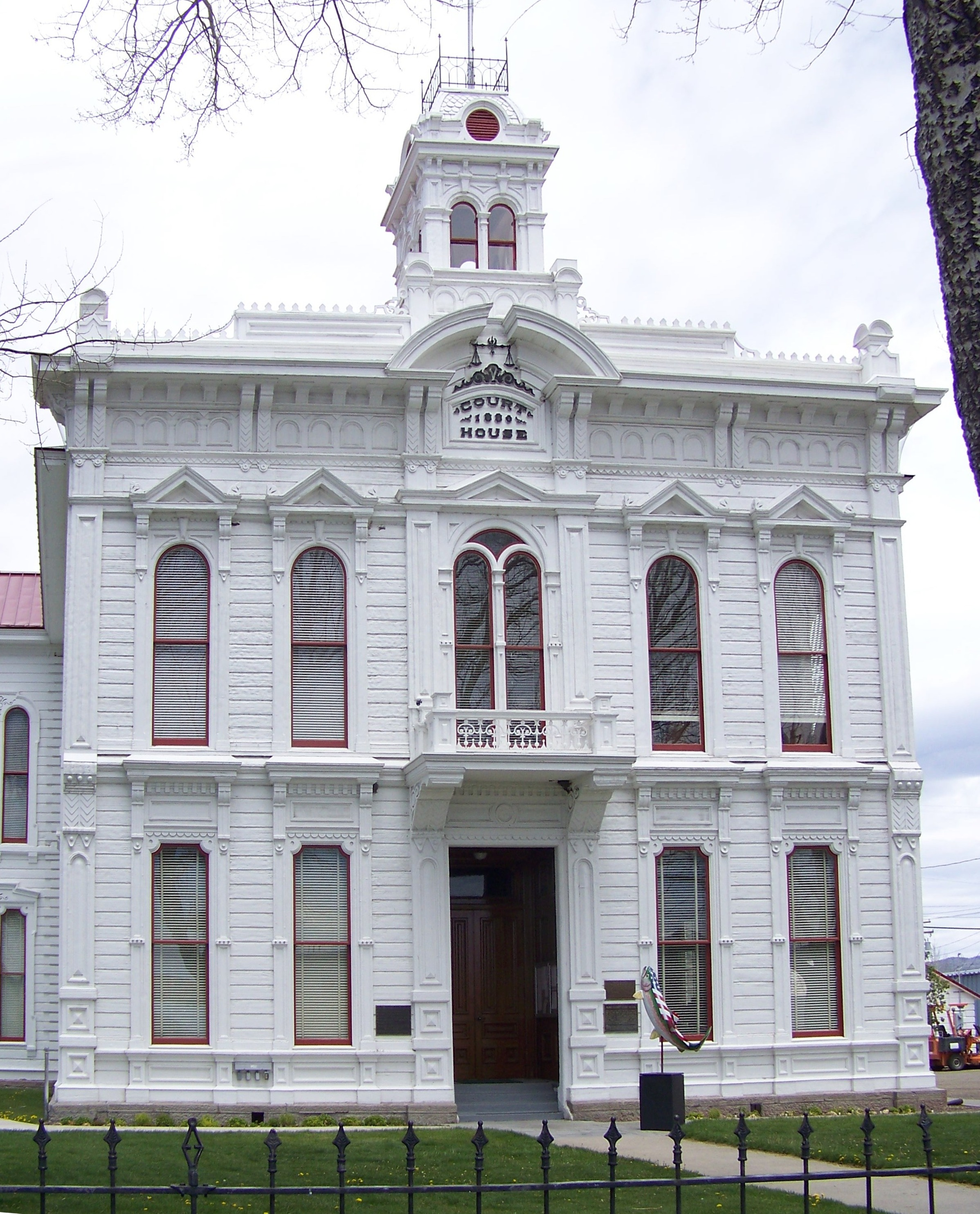
Budynek sądu w Bridgeport

## Geografia
Według danych statystycznych U.S. Census Bureau miasto Bridgeport zajmuje powierzchnię 56,327 km², z czego 56,306 km² stanowią lądy, a 0,021 km² (0,04%) to wody.

## Klimat
Według klasyfikacji klimatycznej usystematyzowanej przez Wladimira Köppena, miasto położone jest w klimacie stepowym (BSk), który charakteryzuje się zimną, relatywnie śnieżną zimą i ciepłym, suchym latem.
- Najwyższa temperatura w ciągu roku: 27 °C (98 °F)
- Średnia roczna najwyższa temperatura: 15,6 °C (60,0 °F)
- Średnia roczna najniższa temperatura: −4,5 °C (23,9 °F)
- Najniższa temperatura w ciągu roku: −35 °C (−31 °F)
- Suma opadów deszczu w ciągu roku: 239 mm
- Suma opadów śniegu w ciągu roku: 98,4 cm
- Suma dni z opadami deszczu w ciągu roku: 40,1

## Demografia

### 2010
Według spisu z 2010 roku w Bridgeport mieszkało 575 osób. Gęstość zaludnienia wynosiła wówczas 10,2 osób/km².
Spośród 257 gospodarstw domowych: 
- 26,1% zamieszkują rodziny z dziećmi poniżej 18. roku życia,
- 48,2% stanowią małżeństwa mieszkające razem,
- 8,6% stanowią kobiety nie posiadające męża,
- 3,5% stanowią mężczyźni nie posiadający żony,
- 4,7% stanowią związki partnerskie,
- 0,4% (1 związek) stanowią homoseksualne związki partnerskie.

34,2% wszystkich gospodarstw domowych składa się z jednej osoby, a 10,1% żyjących samotnie jest w wieku 65 lat lub starszych. Średnia wielkość gospodarstwa domowego wynosi 2,18 osoby, a średnia wielkość rodziny to 2,83 osoby.
Wiek mieszkańców Bridgeport
Podział mieszkańców ze względu na wiek:
- <18 − 20,7%,
- 18-24 − 8,0%,
- 25-44 − 20,5%,
- 45-64 − 33,6%,
- >65− 17,2%.

Średnia wieku mieszkańców: 45,5 lat.
Na każde 100 kobiet przypada 103,2 mężczyzn (zaś na 100 kobiet powyżej 18. roku życia przypada 104,5 mężczyzn).
Rasa mieszkańców Bridgeport
Podział mieszkańców ze względu na rasę:
- rasa biała - 84,2%,
- rasa czarna lub Afroamerykanie - 0,2% (1 osoba),
- rdzenni mieszkańcy Ameryki - 7,5%,
- Azjaci - 0,2% (1 osoba),
- rdzenni mieszkańcy wysp Pacyfiku - 0,0%,
- inna rasa - 4,3%,
- ludność dwóch lub więcej ras - 3,7%,
- Hiszpanie lub Latynosi i inne rasy - 25,7%.

Z danych uzyskanych ze spisu wynika, że w miasteczku Bridgeport znajduje się 357 budynków mieszkalnych (średnia gęstość to 6,3 budynku/km²), z czego:
- 62,3% zamieszkanych jest przez osoby będące właścicielami budynku (z czego 5,3% budynków nie jest zamieszkanych),
- 37,7% budynków jest wynajmowanych (z czego 19,0% budynków nie jest zamieszkanych),

jednocześnie:
- 341 osób (59,3% populacji miasteczka) mieszka w domach będących ich własnością,
- 218 osób (37,9% populacji miasteczka) mieszka w domach wynajmowanych.

Ze spisu wynika także, że 559 mieszkańców Merced (97,2%) zamieszkiwało w domach prywatnych, 0 osób (0%) mieszkało w ośrodkach niemających statusu instytucji publicznej, zaś 16 osób (2,8%) zamieszkuje w ośrodkach mających status instytucji publicznej.